# Fedjefjorden
Fedjefjorden er en fjord mellem Fedje i vest og Fosnøy i Austrheim i øst, i Vestland fylke i Norge. Fjorden har en længde på cirka 12 kilometer fra nordvest til sydøst og fortsætter i sydøst som Hjeltefjorden. I nord går Fensfjorden østover, mens Sognesjøen, den yderste del af Sognefjorden, kun ligger 10 kilometer længere mod nord. Bredden på fjorden varierer mellem 3,5 og 5 kilometer.
Ud over hovedøen Fedje ligger der mange mindre øer og holme på nordsiden a Fedje, blandt andet Innarsøerne og Holmengrå fyr som ligger længst mod nord. Holmengrå har et lille fyr og en lille fyrbolig. Den er godt synlig fra store dele af Fedjefjorden med sin karakteristiske form. 

## Færgefart
Der går færge over fjorden fra Fedje til Sævrøy på østsiden, en strækning som er vejrudsat. Både MF «Fedjefjord», som blev sat i drift i 2001 og den gamle MF «Fedje» var spesialbyggede for at takle vejrforholdene over fjorden, men «Fedjefjord» er både højere og større end den gamle og har derfor oftere problemer med kraftig vind.
Helt sydøst i fjorden går Hoplandsosen indover til Lurefjorden og Seimsfjorden.

## Galleri
- Svaberg på østsiden af Fedje ved Fedjefjorden. Udsigt mod syd.
- Holmengrå yderst i Fedjefjorden med fyret og fyrboligen.
- Holmengrå yderst i Fedjefjorden.
- Det er sjældent at se Fedjefjorden så stille som dette. Fra juli 2006.
- Solnedgang over Fedje i juli 2006. Rognsvågen, en del af Fedjefjorden som ligger til højre (øst) på billedet.